# 제10사단 (육상자위대)
제10사단(일본어: 第10師団 다이쥬지단[*], JGSDF 10th Division)은 중부방면대에 소속한 육상자위대의 사단이다. 아이치현 나고야시 모리야마 주둔지에 주둔하고 있다.

## 역사
1959년 6월, 제1관구를 재편성하고 제14보통과연대를 예속한 제10혼성단으로서 창설되었다. 1962년 1월 제10사단으로 개편되고 제33, 35보통과연대가 추가 예속되었다.
1991년 6월 제10고사특과대대, 제10후방지원연대가 창설되었다. 1994년 3월, 중부방면 항공대 예하의 제10비행대가 사단으로 예속되었다.
2004년 3월, 전략기동사단으로 개편되었다. 예비부대(코어부대)인 제49보통과연대가 창설되고, 제10대전차대가 각 보통과연대 예하 중대로 재편성되었다. 사령부 직할 화학방호대에 서수가 부여되어 제10화학방호대가 되었다. 제10후방지원연대 예하 무기대대가 2개 정비대대로 개편, 연대 본부, 위생대, 보급대와 함께 카스가이 주둔지로 옮겨갔다.
각 보통과 연대에 고마쓰 LAV, 도요타제 고기동 차량, MO-120-RT-61, 제10고사특과대대에는 93식 지대공 미사일, 제10비행대에는 UH-1 이로쿼이가 배치되었다.

## 부대
- 사단 사령부 - 모리야마 주둔지
- 제14보통과연대(4개 중대) - 가나자와 주둔지
- 제33보통과연대(4개 중대) - 히사이 주둔지
- 제35보통과연대(4개 중대) - 모리야마 주둔지
- 제10특과연대 - 도요카와 주둔지
- 제10후방지원연대 - 가스가이 주둔지
- 제10고사특과대대 - 도요카와 주둔지
- 제10설비대대 - 가스가이 주둔지
- 제10전차대대(4개 중대) - 이마즈 주둔지
- 제10통신대대 - 모리야마 주둔지
- 제10음악대 - 소마가하라 주둔지
- 제10정찰대 - 가스가이 주둔지
- 제10비행대 - 아케노 주둔지
- 제10특수무기방호대 - 모리야마 주둔지

이전
- 제49보통과연대; 2004년 3월 29일 ~ 2014녀 3월 26일, 중부방면혼성단 전속.

## 계보
- 1959년 6월 1일, 第10混成団 →제10혼성단
- 1962년 1월 1일, 第10師団 →제10사단